# 石田卓也 (クレイアニメ作家)
石田 卓也（いしだ たくや、1956年 - ）は、日本のクレイアニメ作家。東京都出身。東京学芸大学教育学部中等美術科卒業。
多数の幼児向き雑誌・絵本・ビデオソフト・テレビ番組・CM等を手がける。子供を対象にした粘土教室やアニメーション教室も開設している。

## 略歴
1978年に古川タクと月岡貞夫のワークショップを、1979年にひこねのりおと八木大のワークショップを受講。アルバイトをしながら、アニメーション自主制作集団「グループえびせん」に所属して、8ミリフィルムで自主制作のアニメーションを作り続ける。1984年からフリーになり、色のついたプラスチック粘土を使用したアニメーションやイラストレーション等を制作する仕事を始めた。
1992年にはクレイアニメ作品『もぎもぎ』がNHK教育の単発特番『プチクレイ』内で放映され、1994年にもクレイアニメ作品『もんぴー』がNHK教育『おかあさんといっしょ』内で放映される。『プチクレイ』は、NHK教育の長寿ミニ番組『プチプチ・アニメ』が制作されるきっかけにもなった。また、1994年には劇場版『クレヨンしんちゃん』第2作『ブリブリ王国の秘宝』のオープニングクレイアニメ制作を担当。以降毎年オープニングクレイアニメ（クレジットでは子供にもわかりやすく「ねんどアニメ」と表記される）の制作を担当している。
2003年には松尾芭蕉七部集『冬の日』のアニメ化である『連句アニメーション「冬の日」』の制作にも参加し、プラスチック粘土を保温プレートで溶かし、それを用いて塗り重ねるという独自の手法を取り入れたアニメーションを提供した。

## 受賞歴
- 1985年 - 第三回ハンズ大賞 マインド賞受賞（東急ハンズ）
- 1987年 - 第二回国際アニメーションフェスティバル広島大会 入選
- 1988年 - 国際アニメーションフェスティバル, オタワ '88 入選
- 1991年 - 第四回ロサンゼルス国際アニメーションフェスティバル 入選
- 1997年 - ソウルアニメエキスポ '97 入選

## 担当作品

### 雑誌
- キンダーブック（フレーベル館）
- しぜん（フレーベル館）
- なかよしメイト（メイト）
- 小2の科学（学習研究社）
- 小4の学習（学習研究社）
- こどもちゃれんじ（ベネッセコーポレーション）
- 月刊ニュータイプ（角川書店）
- アニメージュ（徳間書店）
- コミックボックス（ふゅーじょんぷろだくと）
- ケロロランド（角川書店）

### 絵本
- 1993年 - ぼうけんおうモギィーオ（メイト）
- 1997年 - もんぴーねんどえほん（ひかりのくに）

### アニメーション作品
- 1982年 - まるのおはなし（フジテレビ、ひらけ!ポンキッキ）
- 1985年 - どうぶつマキマキ
- 1987年 - はうはうでんでん
- 1990年 - 長崎屋 THE 総力祭 恐竜 '90 春／夏／秋／冬編（TVCM）
- 1990年 - フィルムは生きている オープニングタイトル（手塚治虫展、東京国立近代美術館）
- 1990年 - ポリンキーの秘密（湖池屋、TVCM）
- 1991年 - NHKニュース解説 オープニングタイトル（NHK総合）
- 1992年 - もぎもぎ（NHK教育、プチクレイ）
- 1993年 - はにわんアトム（私のアトム展、ラフォーレ原宿 他）
- 1993年 - スーパーボンバーマン 地球編（ハドソン、TVCM）
- 1993年 - セキスイハイム ねんどアニメ編（九績セキスイハイム、TVCM）
- 1994年 - もんぴー（NHK教育、おかあさんといっしょ）
- 1994年 - なせばなるほど オープニングタイトル （NHK総合）
- 1994年 - クレヨンしんちゃん ブリブリ王国の秘宝 オープニングタイトル（シンエイ動画）
- 1995年 - まほうつかいのじゅもん（ヤマハ音楽教室）
- 1995年 - さんかくはあと エンディングタイトル（テレビ朝日）
- 1995年 - クレヨンしんちゃん 雲黒斎の野望 オープニングタイトル（シンエイ動画）
- 1996年 - クレヨンしんちゃん ヘンダーランドの大冒険 オープニングタイトル（シンエイ動画）
- 1997年 - こどもちゃれんじ（ベネッセコーポレーション、TVCM）
- 1997年 - クレヨンしんちゃん 暗黒タマタマ大追跡 オープニングタイトル（シンエイ動画）
- 1998年 - くるりん & ちろりん（NHK教育、いないいないばあっ!）
- 1998年 - 趣味悠々 オープニングタイトル （NHK教育）
- 1998年 - クレヨンしんちゃん 電撃!ブタのヒヅメ大作戦 オープニングタイトル（シンエイ動画）
- 1999年 - ばぁくん（NHK教育、いないいないばあっ!）
- 1999年 - クレヨンしんちゃん 爆発!温泉わくわく大決戦 オープニングタイトル（シンエイ動画）
- 1999年 - キョロちゃん 第1期エンディングアニメーション（テレビ東京）
- 1999年 - 魔法使いTai!TVA エンディングアニメーション（バンダイビジュアル）
- 2000年 - クレヨンしんちゃん 嵐を呼ぶジャングル オープニングタイトル（シンエイ動画）
- 2001年 - クレヨンしんちゃん 嵐を呼ぶ モーレツ!オトナ帝国の逆襲 オープニングタイトル（シンエイ動画）
- 2002年 - クレヨンしんちゃん 嵐を呼ぶ アッパレ!戦国大合戦 オープニングタイトル（シンエイ動画）
- 2003年 - 連句アニメーション「冬の日」
- 2003年 - クレヨンしんちゃん 嵐を呼ぶ 栄光のヤキニクロード オープニングタイトル（シンエイ動画）
- 2003年 - ミニコニ（NHK教育、にほんごであそぼ）
- 2004年 - クレヨンしんちゃん 嵐を呼ぶ!夕陽のカスカベボーイズ オープニングタイトル（シンエイ動画）
- 2004年 - なるほどくん（日本文教出版）
- 2005年 - 「KDDIデザイニングスタジオ」時報映像制作
- 2005年 - 以降 ケロロランド「ケロロねんど劇場」（角川書店）
- 2005年 - 愛・地球博 グローバル・ハウス／ブルーホール【レーザー ドリームシアター】GxL／説明 映像制作
- 2005年 - クレヨンしんちゃん 伝説を呼ぶブリブリ 3分ポッキリ大進撃 オープニングタイトル（シンエイ動画）
- 2006年 - クレヨンしんちゃん 伝説を呼ぶ 踊れ!アミーゴ! オープニングタイトル（シンエイ動画）
- 2007年 - 樋口了一「ほのうた」 DVDクレイアニメ
- 2007年 - クレヨンしんちゃん 嵐を呼ぶ 歌うケツだけ爆弾! オープニングタイトル（シンエイ動画）
- 2008年 - クレヨンしんちゃん ちょー嵐を呼ぶ 金矛の勇者 オープニングタイトル（シンエイ動画）
- 2009年 - クレヨンしんちゃん 嵐を呼ぶ ねんどろろ〜ん大変身! (バンプレスト、TVCM・プロモーションビデオ)
- 2009年 - クレヨンしんちゃん オタケベ!カスカベ野生王国 オープニングタイトル（シンエイ動画）
- 2010年 - クレヨンしんちゃん 超時空!嵐を呼ぶオラの花嫁 オープニングタイトル（シンエイ動画）
- 2011年 - クレヨンしんちゃん 嵐を呼ぶ黄金のスパイ大作戦 オープニングタイトル（シンエイ動画）
- 2012年 - クレヨンしんちゃん 嵐を呼ぶ!オラと宇宙のプリンセス オープニングタイトル（シンエイ動画）
- 2013年 - クレヨンしんちゃん バカうまっ!B級グルメサバイバル!! オープニングタイトル（シンエイ動画）
- 2014年 - クレヨンしんちゃん ガチンコ!逆襲のロボとーちゃん オープニングタイトル（シンエイ動画）
- 2015年 - クレヨンしんちゃん オラの引越し物語 サボテン大襲撃 オープニングタイトル（シンエイ動画）
- 2016年 - クレヨンしんちゃん 爆睡!ユメミーワールド大突撃 オープニングタイトル（シンエイ動画）
- 2017年 - クレヨンしんちゃん 襲来!!宇宙人シリリ オープニングタイトル（シンエイ動画）
- 2018年 - クレヨンしんちゃん 爆盛!カンフーボーイズ〜拉麺大乱〜 オープニングタイトル（シンエイ動画）
- 2019年 - クレヨンしんちゃん 新婚旅行ハリケーン 〜失われたひろし〜 オープニングタイトル（シンエイ動画）
- 2020年 - クレヨンしんちゃん 激突!ラクガキングダムとほぼ四人の勇者 エンディングタイトル（シンエイ動画）
- 2021年 - クレヨンしんちゃん 謎メキ!花の天カス学園 オープニングタイトル（シンエイ動画）
- 2022年 - クレヨンしんちゃん もののけニンジャ珍風伝 オープニングタイトル（シンエイ動画）
- 2024年 - クレヨンしんちゃん オラたちの恐竜日記 オープニングタイトル（シンエイ動画）
- 2025年 - クレヨンしんちゃん 超華麗!灼熱のカスカベダンサーズ オープニングタイトル（シンエイ動画）